# Киселёва, Зоя Владимировна
Зоя Владимировна Киселёва (5 сентября 1930, д. Ольховатка Воронежской области — 7 октября 2014, Москва) — советская учительница. Заслуженный учитель школы РСФСР (1977), депутат Верховного Совета СССР 10-го созыва.

## Биография
Зоя Киселёва родилась 5 сентября 1930 года в деревне Ольховатка Воронежской области. Её отца туда направила партия на организацию колхозов и совхозов. Поскольку отец Зои находился на учёбе, с 1933 года её воспитывали бабушка и дедушка в деревне Старыгино Владимирской области.
В 1953 году окончила Московский педагогический институт имени Ленина по специальности «учитель географии». После распределения около трёх лет работала учительницей географии в мужской средней школе № 16 города Мурома Владимирской области. Вышла замуж и переехала в Москву. В 1955—1956 годах вела кружок ИЗО в Москворецкой семилетней школе. С 1956 года и до выхода на пенсию преподавала географию в московской школе № 579 (ныне гимназия № 1579).
В школе Зоя Киселёва разрабатывала методические планы для 4-5-х классов, составляла таблицы по курсу экономической географии СССР, собирала дидактический материал. Под руководством Киселёвой в школе № 579 был создан кабинет географии, краеведческий кружок и школьный краеведческий музей «Родное Подмосковье». Она была в числе инициаторов московского движения учителей «Каждому школьнику — глубокие, прочные знания». Занималась методической работой. Вела школу передового опыта при Институте усовершенствования учителей. Педагогическая деятельность Киселёвой получила высокую оценку и была отмечена медалями ВДНХ. Награждена орденом Трудового Красного Знамени, имеет звание Заслуженного учителя школы РСФСР и знак «Отличник народного просвещения РСФСР».
В 1979 году Зоя Киселёва была избрана депутатом Верховного Совета СССР 10-го созыва от Красногвардейского избирательного округа города Москвы. Она занимала должности секретаря Комиссии по народному образованию и культуре Совета Союза, члена Совета старейшин, члена Бюро Парламентской группы СССР.
С 1986 года — пенсионер союзного значения. С 1995 года активно занималась общественной деятельностью. Руководила объединением «Учитель-ветеран» района Нагатино-Садовники, в районном Совете ветеранов района занималась патриотическим воспитанием школьников, входила в общественный Совет при управе района Нагатино-Садовники. Увлекается живописью.
Решением муниципального Собрания от 29 апреля 2010 года Зое Владимировне присвоено звания «Почетный житель внутригородского муниципального образования Нагатино-Садовники в городе Москве». В ноябре 2010 года в выставочном зале «На Каширке» состоялась выставка, посвящённая Зое Киселёвой.
Умерла 7 октября 2014 года. Похоронена на Ваганьковском кладбище.